# أدريان أنكا
أدريان أنكا (بالرومانية: Adrian Anca)‏ هو لاعب كرة قدم روماني، ولد في 27 مارس 1976 في Diosig ‏ في رومانيا. لعب مع سي إف آر كلوج ونادي أوتسيلول غالاتسي.

## وصلات خارجية
- أدريان أنكا على موقع قاعدة بيانات كرة القدم.إي يو (الإنجليزية)
- أدريان أنكا على موقع Soccerway.com (الإنجليزية)
- أدريان أنكا على موقع عالم كرة القدم.نت (الإنجليزية)